# Cotorra d'orelles blanques
La cotorra d'orelles blanques (Pyrrhura leucotis) és una espècie d'ocell de la família dels psitàcids que habita la selva humida del l'est del Brasil.